# Igreja Ortodoxa Ucraniana na Diáspora
Igreja Ortodoxa Ucraniana na Diáspora (em ucraniano: Українська православна церква в діаспорі), ou Igreja Ortodoxa Autocéfala Ucraniana na Diáspora (em ucraniano: Українська Автокефальна Православна Церква в Діaспорі), foi uma jurisdição ortodoxa ucraniana dentro do Patriarcado de Constantinopla, que era considerada uma única estrutura eclesiástica monolítica no território da Europa Ocidental, Austrália, Nova Zelândia e América Latina desde 1942 até 2015.
A Igreja Ortodoxa Ucraniana na diáspora, juntamente com a Igreja Ortodoxa Ucraniana no Canadá e a Igreja Ortodoxa Ucraniana nos EUA, é a herdeira direta da Igreja Ortodoxa Ucraniana de Policarpo (Sikorski), que foi formada como parte da Igreja Ortodoxa Polonesa em 1942 com a bênção do Metropolita Dionísio (Valedinski) de Varsóvia, mas na década de 1950 a conexão com a Igreja Ortodoxa Polonesa foi perdida e as jurisdições ucranianas da diáspora se encontraram em isolamento canônico por várias décadas, que só terminou em 1995, quando a Igreja Ortodoxa Ucraniana na diáspora, a Igreja Ortodoxa Ucraniana no Canadá, e a Igreja Ortodoxa Ucraniana nos EUA foram aceitas no Patriarcado de Constantinopla.

## Estrutura
Historicamente, a Igreja Ortodoxa Ucraniana na Diáspora incluía a Igreja Ortodoxa Ucraniana dos EUA e a Igreja Ortodoxa Ucraniana do Canadá, mas atualmente são estruturas separadas, enquanto a Igreja Ortodoxa Ucraniana na Diáspora também se reconhece separadamente. A coordenação das atividades das estruturas ucranianas na emigração ocorre por meio de uma conferência permanente dos bispos ortodoxos ucranianos fora da Ucrânia.

### Eparquias
Eparquias que não fazem parte da Igreja Ortodoxa Ucraniana nos EUA ou da Igreja Ortodoxa Ucraniana no Canadá:
- Eparquia de Londres e da Europa Ocidental, administrador Interino Daniel (Zelinski), Arcebispo de Panfília, administrador da Eparquia Ocidental da Igreja Ortodoxa Ucraniana nos EUA;
- Eparquia da Austrália e Nova Zelândia, administrador Interino Antonio (Shcherba), Metropolita de Hierápolis, primaz da Igreja Ortodoxa Ucraniana nos EUA;
- Eparquia brasileira e sul-americana, administrador Jeremias (Ferens), Arcebispo de Aspendos.

O status dessas eparquias é incerto. No site do Patriarca Ecumênico, não são consideradas eparquias separadas.
Além disso, a metrópole espanhola e portuguesa do Patriarcado de Constantinopla é composta principalmente por ucranianos, e muitos de seus clérigos são da Igreja Ortodoxa Ucraniana na diáspora, portanto também pode ser considerada uma eparquia "ucraniana".

## Hierarquia

### Primazes
- Policarpo (Sikorski) - Metropolita de Lutsk (1945-1953);
- Nicanor (Abramoviche) - Metropolita de Quieve (1953-1969);
- Mstislav (Skripnik) - Metropolita de Nova Iorque (1969-1993);
- Constantino (Bagan) - Metropolita de Chikazki, Primaz da Igreja Ortodoxa Ucraniana nos EUA (1993-2012);
- Antonio (Shcherba) - Metropolita de Hierápolis, Primaz da Igreja Ortodoxa Ucraniana nos EUA (2012-presente).

### Bispos
Bispos que não pertencem à Igreja Ortodoxa Ucraniana nos EUA ou à Igreja Ortodoxa Ucraniana no Canadá:
- Jeremias (Ferens) - Arcebispo de Aspendos, encarregado da Eparquia Sul-Americana.